# Veribubo gazella
Veribubo gazella är en tvåvingeart som beskrevs av Greathead 1981. Veribubo gazella ingår i släktet Veribubo och familjen svävflugor.
Artens utbredningsområde är Mali. Inga underarter finns listade i Catalogue of Life.